# Francesco Buhagiar
Pour les articles homonymes, voir Buhagiar.
Francesco Buhagiar, né le 7 septembre 1876 à Qrendi et mort le 27 juin 1934, fils de Michele Buhagiar et Filomena Mifsud, a été le deuxième Premier ministre de Malte (1923–1924). Il a été élu de l'Union politique maltaise.